# 엔젤-A
엔젤-A(Angel-A)는 프랑스에서 제작된 뤽 베송 감독의 2005년 코미디, 멜로/로맨스 영화이다. 자멜 드부즈 등이 주연으로 출연하였고 뤽 베송 등이 제작에 참여하였다.

## 출연

### 주연
- 자멜 드부즈
- 리에 라스무센

### 조연
- 올리비에르 클라베리에
- 사라 포레스티에
- 질베르트 멜키
- 세르게 리아보우키네

## 제작진
- 미술: 자크 버프누아